# Nyeri Airport
Nyeri Airport är en flygplats i Kenya.   Den ligger i länet Nyeri, i den centrala delen av landet, 100 km norr om huvudstaden Nairobi. Nyeri Airport ligger 1 759 meter över havet.
Terrängen runt Nyeri Airport är platt åt nordost, men åt sydväst är den kuperad. Runt Nyeri Airport är det tätbefolkat, med 511 invånare per kvadratkilometer. Närmaste större samhälle är Nyeri, 6,6 km sydväst om Nyeri Airport. I omgivningarna runt Nyeri Airport växer huvudsakligen savannskog.